# Дереволаз вузькодзьобий
Дереволаз вузькодзьобий (Lepidocolaptes angustirostris) — вид горобцеподібних птахів родини горнерових (Furnariidae). Мешкає в Південній Америці.

## Опис

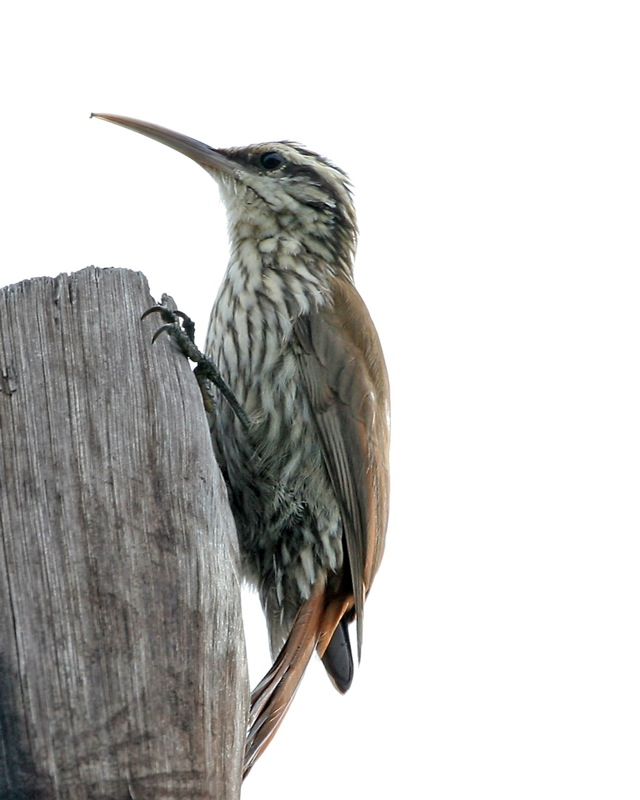
Вузькодзьобий дереволаз

Довжина птаха становить 18-22 см, самці важать 23-37,7 г, самиці 21,5-33,5 г. Верхня частина голови чорна, поцяткована білуватими або жовтуватими смужками, над очима білі "брови". Спина рудувато-коричнева або коричнева. Груди і живіт білі або білуваті з коричнюватим відтінком. Дзьоб довгий, вузький, вигнутий, рожевуватий або білуватий.

## Підвиди
Виділяють вісім підвидів:
- L. a. griseiceps Mees, 1974 — південний Суринам (Сипалівіні), північна Бразилія (на північ від Амазонки на сході Пари і в Амапі);
- L. a. coronatus (Lesson, R, 1830) — східна Бразилія (від Мараньяну і Піауї до Гояса і Баїї);
- L. a. bahiae (Hellmayr, 1903) — східна Бразилія (Піауї, Сеара і внутрішні райони Баїї);
- L. a. bivittatus (Lichtenstein, MHK, 1822) — північна і східна Болівія та центральна і південно-східна Бразилія;
- L. a. hellmayri Naumburg, 1925 — східні схили Болівійських Анд;
- L. a. certhiolus (Todd, 1913) — центральна і південна Болівія, західний Парагвай і північно-західна Аргентина (південно-східний Жужуй, північна Сальта);
- L. a. angustirostris (Vieillot, 1818) — східний Парагвай, південно-західна Бразилія (захід Мату-Гросу-ду-Сул) і північна Аргентина;
- L. a. praedatus (Cherrie, 1916) — північна і центральна Аргентина, західний і центральний Уругвай і крайній південь Бразилії (захід і південний захід Ріу-Гранді-ду-Сул).

## Поширення і екологія
Вузькодзьобі дереволази мешкають в Бразилії, Болівії, Парагваї, Уругваї, Аргентині і Суринамі. Вони живуть в сухих і вологих саванах серрадо, в сухих тропічних лісах, рідколіссях і чагарникових заростях Чако, на плантаціях. Зустрічаються на висоті до 3000 м над рівнем моря, переважно на висоті до 2300 м над рівнем моря. Живляться безхребетними і дрібними хребетними, яких шукають під корою. Гніздяться в дуплах, в кладці 2-3 яйця. Насиджують і самиці, і самці.